# Aristolochia lozaniana
Aristolochia lozaniana är en piprankeväxtart som beskrevs av F.González. Aristolochia lozaniana ingår i släktet piprankor, och familjen piprankeväxter. Inga underarter finns listade i Catalogue of Life.